# Naturpark Alta Valle Antrona
Der Naturpark Alta Valle Antrona ist ein Naturschutzgebiet, das von der Region Piemont im Dezember 2009 eingerichtet wurde und eine Fläche von 7444 ha aufweist.
Er befindet sich im Ossolatal. Die Höhenlage reicht von 500 Metern auf der Talsohle bei Viganella bis zu den 3.656 Metern des Pizzo d’Andolla im Gebiet von Antrona Schieranco. Es handelt sich um einen Hochgebirgspark mit 4 künstlichen Wasserbecken und dem Antrona-See, der 1642 durch einen Erdrutsch entstand. Die natürliche Umwelt ist noch intakt, trotz der Bergbautätigkeit in den vergangenen Jahrhunderten und der vorhandenen Wasserkraftwerke.
Ein Großteil des Parks grenzt an die Schweiz, und seine Verwaltung ist dem Naturpark Alpe Veglia und Alpe Devero anvertraut.